# Marcel Breuer
Marcel Lajos Breuer (n. 21 mai 1902, Pécs, Ungaria – d. 1 iulie 1981, New York City, New York, SUA) a fost un arhitect și designer de mobilier german-american, născut într-o familie de evrei din Ungaria, unul dintre moderniștii cei mai influenți ai secolului 20. Ca inițiator și părinte al modernismului, Breuer a excelat în construcții modulare și forme simple. 

## Bauhaus
Cunoscut între prieteni ca Lajkó, Breuer a studiat și apoi a predat la Bauhaus la începutul anilor 1920, linia sa artistică fiind dată de accentuarea unei combinații armonioase între artă și tehnologie.  Ulterior a devenit, printre altele, conducătorul atelierului de tâmplărie și mobilier al Staatliches Bauhaus. După "desprinderea" de Bauhaus, a practicat ca arhitect și realizator de mobilier în Berlin designând case și spații comerciale, precum și un număr de piese de mobilier tubular, replici ale cărora sunt încă prezente azi în producția de masă. 

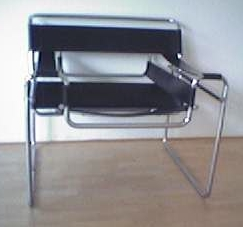
Faimosul scaun Wassily, dedicat pictorului rus Wassily Kandinsky.

În ciuda a multor realizări arhitecturale și de mobilier de anvergură, Breuer s-ar putea să fie cunoscut mai ales pentru designul scaunului Wassily, realizat în 1925 și dedicat lui Wassily Kandinsky, unul din membrii marcanți ai grupării Bauhaus.  Acest scaun, inspirat de modelul mânerelor de bicicletă, este, foarte probabil, primul realizat din oțel tubular îndoit.  Având o longevitate de producție de invidiat, fiind încă fabricat după mai bine de 80 de ani de la concepție, este, în același timp, remarcabil de ușor de montat și demontat, ambele operații putându-se efectua cu ușurință doar cu ajutorul cheilor aflate în trusa oricărei biciclete.  

## Londra
La începutul anilor 1930, datorită ascensiunii inevitabile a nazismului la putere în Germania, Marcel Breuer se refugiază la Londra.  Alături de Walter Gropius, Breuer este angajat de Jack Pritchard la compania Isokon.  Astfel, cei doi vor fi printre inițiatorii introducerii în Marea Britanie a designului modern promovat cu atâta forță și succes de către mișcarea artistică Bauhaus.  Din această perioadă a vieții lui Breuer, datează și designului scaunului cunoscut sub numele de Long Chair, precum și experimentele sale folosind ca material de mobilier panelul de lemn curbat. 

## Statele Unite ale Americii
În anul 1935, Breuer și Gropius emigrează în Statele Unite ale Americii, fiind ambii invitați să predea la Harvard Graduate School of Design, Școala superioară de arhitectură a Universității Harvard.  Printre studenții ambilor s-au numărat și viitorii cunoscuți arhitecți americani Philip Johnson și Paul Rudolph.  La un moment dat, Johnson l-ar fi caracterizat pe Marcel Breuer drept "un țăran manierist" ("Breuer, ... , a peasant Mannerist").  
În afara colaborării profesionale pedagogice de la  Harvard, Breuer și Gropius au lucrat împreună la mai multe proiecte de case realizate în zona Boston-ului.  Marcel Breuer este, printre altele, și autorul mobilierului faimoasei Case Gropius, măsură concretă a conceptului lui Walter Gropius asupra habitatului uman armonios încadrat în natură. 
Breuer a terminat parteneriatul său cu Gropius în mai 1941 și a creat propria sa firmă în New York.  Casa Geller I din 1945 este prima dintre casele construite de către Marcel Breuer, care introduce conceptul de "casă binucleică", având aripi diferite  pentru dormitoare, respectiv pentru camera de zi, sufragerie și bucătărie separate între ele printr-un hol de intrare.  Acest tip de casă, având un acoperiș de tip fluture (două suprafețe ale acoperișului intersectându-se deasupra porțiunii de unire a casei, zone de intersecție constituind simultan și zona de drenare), a devenit foarte populară printre construcțiile moderniste.  O casă demonstrativă de acest tip a fost expusă în grădina Muzeului de Artă din New York (cunoscut și ca MoMa - Museum of Modern Art, New York), cauzând un viu interes față de munca arhitecturală a lui Breuer și o apreciere concretizată într-un articol dedicat autorului său de către Peter Blake.

## Sediul UNESCO din Paris
Încredințarea realizării proiectului sediului general al UNESCO din Paris, în 1953, a fost un punct de cotitură pentru Breuer.  A însemnat, printre multe altele, revenirea în Europa, după ce o părăsise, ca atâția intelectuali de valoare, din cauza nazismului, o reîntoarcere la proiecte de anvergură după ani și ani în care a realizat doar proiecte rezidențiale și începutul folosirii betonului pe scală largă în toate proiectele sale.  Astfel, Marcel Breuer a devenit unul dintre practicanții consecvenți ai stilului brutalismului, dar într-o modalitate mai caldă, mai sculpturală și mai individualizată.
Breuer este creditat, în mod cu totul eronat, cu realizarea fostei clădiri a Pan Am-ului (Pan Am Building, în engleză, astăzi proprietatea companiei MetLife), probabil una dintre cele mai disputate și controversate clădiri de tipul "zgârie nori" din New York City.  În realitate, Walter Gropius este autorul designului clădirii. 
Pe de altă parte, în anul 1969, Breuer a prezentat proiectul unui zgârie nori cu 30 de etaje, cu numele ipotetic de "Grand Central Tower", ce ar fi urmat să fie construit deasupra Grand Central Terminal din același New York City.  Ada Louise Huxtable, una dintre cele mai vehemente voci care se opunea proiectului, a numit proiectul "un turn gargantuan de o vulgaritate agresivă deosebită".  Astfel, proiectul, niciodată realizat, în mod evident, a devenit une cause celebre.  
Reputația lui Marcel Breuer, mai ales în Statele Unite ale Americii, a fost atinsă, dar nu într-un mod irevocabil.  Ceea ce a devenit totuși pozitiv, în final, din această dispută amară, a fost creșterea atenției acordate conservării clădirilor vechi, precum și a legislației corespunzătoare, nu numai în New York dar și de-a lungul întregii țări.

## Construcții (listă parțială)

### Proprietăți rezidențiale din Statele Unite ale Americii
- Hagerty House, Cohasset, Massachusetts, 1937 - 1938
- Breuer House I, Lincoln, Massachusetts, 1938 - 1939
- J. Ford House, Lincoln, Massachusetts, 1939
- Chamberlain Cottage, Wayland, Massachusetts, 1940
- Geller House, Lawrence, Long Island, New York, 1945
- Robinson House, Williamstown, Massachusetts, 1946 - 1948
- Breuer House II, New Canaan, Connecticut, 1947 - 1948
- Cape Cod Cottages
  - Breuer Cottage, Wellfleet, Massachusetts, 1945, 1949, 1961
  - Kepes Cottage, Wellfleet, Massachusetts, 1948 - 1949
  - Edgar Stillman Cottage, Wellfleet, Massachusetts, 1953 - 1954
  - Wise Cottage, Wellfleet, Massachusetts, 1963
- Exhibition House in the MoMA Garden, Pocantico Hills, Tarrytown, New York, 1948 - 1949
- Clark House, Orange, Connecticut, 1949 - 1951
- Pack House, Scarsdale, New York, 1950 - 1951
- Dexter Ferry Cooperative House of Vassar College, Poughkeepsie, New York, 1951
- Grieco House, Andover, Massachusetts, 1954 - 1955
- Starkey House, Duluth, Montana, 1954 - 1955
- Hooper House II, Baltimore County, Maryland, 1956 - 1959
- Stillman House II, Litchfield, Connecticut, 1964 - 1965

### Clădiri publice și comerciale
- Wohnbedarf Furniture Store, Zürich;
- Doldertal Houses (blocuri cu apartmente de locuit), Zürich;
- Gane Pavilion, Bristol, 1936;
- Pennsylvania Pavilion, New York's World Fair, 1939;
- Sediul UNESCO, Paris, Franța, 1953 (cu Pier Luigi Nervi și Bernard Zehrfuss);
- Whitney Museum of American Art, New York, NY, 1966;
- Ambasada Australiană, Paris, Franța;
- HUD office building, Washington, D.C.;
- Litchfield High School, Litchfield, Connecticut;
- Cleveland Museum of Art extindere, Cleveland, Ohio;
- AT Tower, Cleveland, Ohio;
- Flaine, Franța (întrega stațiune montană de ski, populație 6000);
- St. John's University în Collegeville, Minnesota;
  - Saint Thomas Hall, 1959;
  - St. John's Abbey Church, 1961;
  - Alcuin Library, 1964;
  - Peter Engel Science Center, 1965;
  - Saints Bernard, Patrick, and Boniface Halls, 1967;
  - Institute for Ecumenical and Cultural Research, 1968;
  - Bush Center for the Hill Monastic Manuscript Library, 1975;
- IBM Campus în Boca Raton, Florida.

### Mobilier
- African chair;
- Sun Lounge Chair  -- Model No. 301;
- Dressing Table & Bureau, 1922, 1925;
- Slatted chairs (lemn), 1922 – 1924;
- Wassily Chair -- No.B3. 1925;
- Breuer table set, 1927;
- Wassily chair, pliabil, 1927;
- Cesca side chair, 1928;
- Thornet Typist's Desk, 1928;
- Coffee Table, 1928
- Tubular Steel furniture, 1928 – 1929;
- F 41 lounge chair on wheels, 1928 – 1930;
- Broom Cupboard, 1930;
- Bookcase, 1931;
- Armchair, Model No.301. 1932–34
- Aluminium chair, 1933;
- Isokon chairs, 1935;
- Aluminium chaise longue, 1935 – 1936;
- Plywood furniture (five pieces), 1936 – 1937;
- Robin Day Polyprop chairs, 1962 – 1963;
- Robin Day Polo Chair, 1975;

## Articole de citit
- Bauhaus
- Listă a artiștilor conectați de mișcarea artistică Bauhaus

## Legături externe
Materiale media legate de Marcel Breuer la Wikimedia Commons
- Breuer la Saint John's Arhivat în 2 noiembrie 2004, la Wayback Machine.
- Arhiva Smithsonian on-line cu multe fotografii ale operelor și corespondenței lui Marcel Breuer Arhivat în 30 octombrie 2005, la Wayback Machine.